# Sabulodes chiqua
Sabulodes chiqua är en fjärilsart som beskrevs av William Schaus 1901. Sabulodes chiqua ingår i släktet Sabulodes och familjen mätare. Inga underarter finns listade.